# Hermann Josef Schneider
Hermann Josef Schneider (* 7. April 1862 in Tepl; † 25. Februar 1921 in Saaz) war ein böhmischer Komponist, Dirigent und Musikverleger. Bekanntheit erreichte er durch seine Marsch-Kompositionen.

## Leben
Schneider wurde als Sohn eines Gerichtsbeamten geboren und erhielt bereits in frühen Jahren Violin- und Klavierunterricht. Von 1881 bis 1884 diente er in einem Musikzug der k.u.k Armee und kam so in Kontakt mit der Blasmusik. 1889 wechselte er an die dem Cäcilianismus verpflichtete Lehranstalt des St.-Ambrosius-Vereins für kirchliche Tonkunst in Wien und wurde dort weiter ausgebildet. Er blieb jedoch nicht in Wien, sondern ging 1893 wieder in seine Heimat Böhmen zurück und wirkte als Chordirektor an der Saazer Stadtpfarrkirche. Daneben unterrichtete er an der städtischen Musikschule und leitete ab 1897 die Kapelle des Saazer priviligierten Schützenkorps, die er mit Aufführungen eigener Werke weithin bekannt machte.
Schneider war ein ungemein fruchtbarer Komponist. Neben Kirchenmusik, (Messen und geistlichen Liedern) schuf er Konzertmusik aller Art, (Ouvertüren, Walzer, Polkas, Salonmusik und drei nicht aufgeführte Operetten). Vor allem aber komponierte er Blasmusik-Märsche, die er oft im eigenen Verlag herausgab und die noch heute zum Standard-Repertoire der Blasorchester im Gebiet der ehemaligen k.u.k Monarchie und in Süddeutschland gehören. Zu Schneiders heute bekanntesten Kompositionen gehören der Erzherzog-Carl-Marsch, der Erzherzog-Albrecht-Marsch und Alt Starhemberg.
Den größten Erfolg zu Lebzeiten hatte Schneider jedoch mit dem Bienenhaus-Marsch, der im Trio ein Studentenlied („Mein Herz, das ist ein Bienenhaus, die Mädchen darin sind die Bienen, sie fliegen ein und aus, g‘rad wie es ist im Bienenhaus …“) verarbeitet. Innerhalb weniger Jahre konnte Schneider von diesem Marsch mehr als 100.000 Exemplare verkaufen, was nur von wenigen Märschen der k.u.k Monarchie übertroffen worden ist.
Weiters komponierte er auch frühe Schlager. Für eine weite internationale Verbreitung seiner Kompositionen sorgte er als Musikverleger seines eigenen Verlages.
In Saaz wohnte er in der Unteren Vorstadt in der Mariengasse und Raimundgasse in der Nähe der unteren Volksschule. Am 25. Februar 1921 verstarb Hermann Josef Schneider. Er wurde auf dem St. Antonius Friedhof in Saaz beerdigt.

## Kompositionen

### Auswahl für Blasorchester
- Alter Deutschmeister-Marsch
- Alt-Starhemberg, 54er Regimentsmarsch
- Auf Schildwache, Marsch
- Auf der Schmelz, Marsch
- Bienenhaus-Marsch
- Des Kaisers Waffenruf
- Die Fahne des Regiments
- Donaugigerl
- Du liabe Wienerstadt
- Erzherzog-Albrecht-Marsch
- Erzherzog Carl
- Fahne hoch, Marsch
- Für Kaiser und Reich, Marsch
- Hochalma Diandl'n-Marsch
- Im Kugelregen
- Im Paradeschritt
- Kaiser Fanfare
- Kaiser Franz Joseph-Jubiläums-Marsch
- Kaiserjäger, Marsch
- Korps-Manöver-Marsch
- Korsofahrt
- Mei liaba alta Steffl Marsch
- Mit fliegenden Fahnen
- Mir san mir
- Mobilisierungs-Marsch
- Präsentiert! - Defilier-Marsch
- Praterleben Marsch
- s' arme Maderl
- Schachkönig
- Unter alten Fahnen, Marsch
- Unter deutscher Flagge
- Zu den Waffen
- 2 Trotzköpfchen Solo für 2 Flügelhörner

### Filmmusik
- Der Schlafwagenkontrolleur (zusammen mit Willi Meisel)